# Monceaux
Pour les articles homonymes, voir Monceaux (homonymie) et Monceau.
Monceaux est une commune française située dans le département de l'Oise, en région Hauts-de-France.

## Géographie

### Localisation
La commune de Monceaux se situe à 67 kilomètres au sud d'Amiens, à 37 kilomètres à l'est de Beauvais, à 22 kilomètres à l'ouest de Compiègne et à 53 kilomètres au nord de Paris.
Elle se trouve dans l'aire d'attraction de Paris, ainsi que dans l'unité urbaine de Creil et dans la zone d'emploi et dans le bassin de vie de cette ville.

### Communes limitrophes
Les communes limitrophes sont  Brenouille, Cinqueux, Les Ageux, Pont-Sainte-Maxence et Sacy-le-Grand.
|          | Sacy-le-Grand | Saint-Martin-Longueau |
| Cinqueux | Monceaux      | Les Ageux             |
|          | Brenouille    | Pont-Sainte-Maxence   |

### Topographie et géologie
La superficie de la commune est de 6,60 km2 ; son altitude varie de 29  à   65 mètres. On relève les cotes suivantes : 30 mètres au fossé des Champs Baron, 32 au bord de la rivière de la Frette, à l'ancien château Coutard, 33 mètres près de la route départementale 1017, 41 mètres près de l'église paroissiale et à l'ancienne briqueterie, 44 au terre-plein où fut le château primitif, 46 mètres au sommet de la butte des Grands Monts et 66 mètres au Mont Bernier ou butte Montbernier, point culminant du territoire.
La commune, placée au-delà du massif de la Brêche, se compose d'un territoire montueux à l'est, en plaine vers l'ouest, marécageux vers le nord où il comprend une partie dans les marais de Sacy-le-Grand. Le fossé dit de Fontaine-le-Comte ou de Vilette, nommée de nos jours « Petite rivière », qui a plus de 6 kilomètres de longueur sur un même alignement, forme la limite septentrionale. Le village est placé du côté opposé à l'angle sud-ouest, au bas de la montagne de Rocq.
On voit un dépôt considérable de lignites près de Monceaux où il y a une épaisseur assez considérable pour pouvoir être exploitée par l'industrie. La tuilerie au nord de ce village mettait en œuvre au début du XIXe siècle une argile gris-bleuâtre, contenant quelques filets de mauvais lignite terreux et du bois pétrifié. Ce gisement est recouvert d'une marne argileuse traversée par des lits ou cordons de coquilles brisées, et repose sur du sable jaune. Il existait alors un dépôt de tourbe dans les marais de Sacy-le-Grand.

### Hydrographie

#### Réseau hydrographique

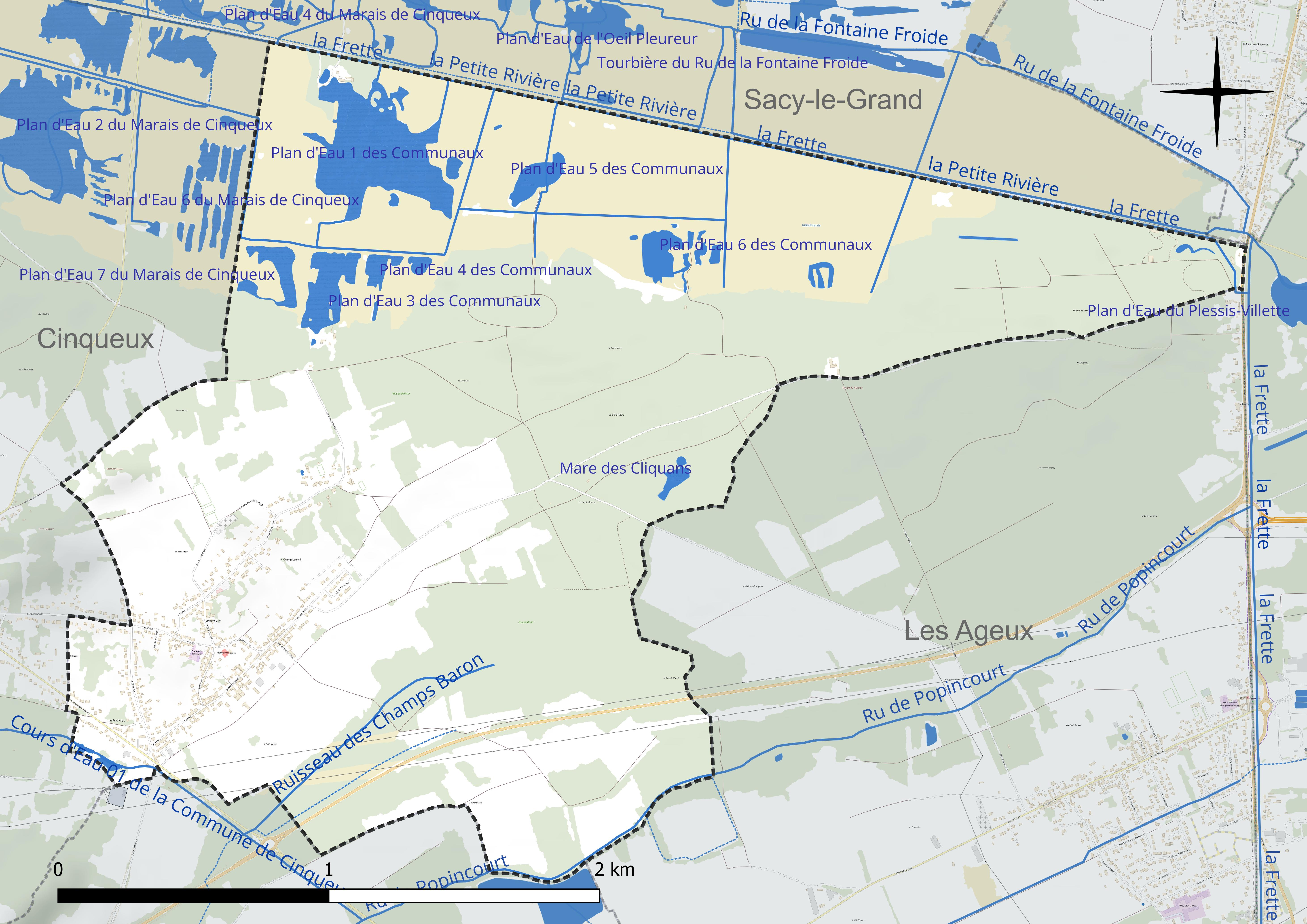
Réseau hydrographique de Monceaux.

La commune est située dans le bassin Seine-Normandie.
Elle est drainée par la Frette, le ruisseau de Popincourt, le cours d'eau 01 de la commune de Cinqueux et le ruisseau des Champs Baron,,.
Le village se situe à l'extrémité de ce qui fut la Grande Mer, étendue d'eau qui réunissait, il y a 2000 ans, le lac de Longa Aqua à la rivière de l'Oise. Les deux plans d'eau se joignaient vers l'actuelle route départementale 1017 et vers la maison de garde des Grands-Monts. Cette plaine basse est maintenant drainée par un ruisselet venant de Cinqueux, traversant la route départementale 29 au sud du village et rejoignant le fossé du Champ Baron, qui se déverse lui-même dans le ru de Popincourt, petit affluent de l'Oise.
Les marais de Cinqueux, compris dans le marais de Sacy (partie située sur Monceaux) et les Communaux sont traversés par des fossés rectilignes qui réunissent entre eux les divers étangs et la rivière de la Frette. Celle-ci limite la commune au nord et longe en ligne droite l'ancienne avenue du Château Coutard, située sur Sacy-le-Grand. Au nord-est du bois marécageux dit du Brûle, se trouve la mare aux Cliquant, près de la butte des Grands-Monts. Toute la partie nord se situe au-dessus de plusieurs nappes phréatiques sous-affleurantes. Il s'agit également d'une zone inondable.
Sept plans d'eau complètent le réseau hydrographique : la mare des Cliquans (0,7 ha), le plan d'eau 1 des Communaux (15,6 ha), le plan d'eau 3 des Communaux (3,8 ha), le plan d'eau 4 des Communaux (1,4 ha), le plan d'eau 5 des Communaux (1,9 ha), le plan d'eau 6 des Communaux (2 ha) et le plan d'eau 7 du le marais de Cinqueux (2,1 ha),.

#### Gestion et qualité des eaux
Le territoire communal est couvert par le schéma d'aménagement et de gestion des eaux (SAGE) « Sensée ». Ce document de planification concerne un territoire de 789 km2 de superficie, délimité par trois bassins versants en totalité ou en partie (Aisne, Oise et Aronde). Le périmètre a été arrêté le 16 octobre 2001 et le SAGE proprement dit a été approuvé le 8 juin 2009, puis révisé le 27 novembre 2019. La structure porteuse de l'élaboration et de la mise en œuvre est le syndicat mixte Oise-Aronde.
La qualité des cours d'eau peut être consultée sur un site dédié géré par les agences de l'eau et l'Agence française pour la biodiversité.

### Climat
Pour des articles plus généraux, voir Climat des Hauts-de-France et Climat de l'Oise.
En 2010, le climat de la commune est de type climat océanique dégradé des plaines du Centre et du Nord, selon une étude du CNRS s'appuyant sur une série de données couvrant la période 1971-2000. En 2020, Météo-France publie une typologie des climats de la France métropolitaine dans laquelle la commune est dans une zone de transition entre le climat océanique et le climat océanique altéré et est dans la région climatique  Nord-est du bassin Parisien, caractérisée par un ensoleillement médiocre, une pluviométrie moyenne régulièrement répartie au cours de l'année et un hiver froid (3 °C).
Pour la période 1971-2000, la température annuelle moyenne est de 11 °C, avec une amplitude thermique annuelle de 14,9 °C. Le cumul annuel moyen de précipitations est de 663 mm, avec 10,7 jours de précipitations en janvier et 7,8 jours en juillet. Pour la période 1991-2020, la température moyenne annuelle observée sur la station météorologique la plus proche, située sur la commune de Creil à 8 km à vol d'oiseau, est de 11,2 °C et le cumul annuel moyen de précipitations est de 662,2 mm,. Pour l'avenir, les paramètres climatiques de la commune estimés pour 2050 selon différents scénarios d'émission de gaz à effet de serre sont consultables sur un site dédié publié par Météo-France en novembre 2022.

### Milieux naturels et biodiversité
Près de la moitié du territoire communal est composé d'espaces boisés. Présents d'est en ouest, le long des marais de Sacy, de la Butte des Grands Monts à la Butte Monbernier par le bois de Bailleux, ils se prolongent au sud par le bois du Brule.
Les marais de Sacy sont classés en zone natura 2000, en zone humide internationale Ramsar ainsi qu'en zone importante pour la protection des oiseaux (ZICO). 
Cet espace et la butte sableuse des Grands Monts, font partie d'un ensemble classé en zone naturelle d'intérêt écologique, faunistique et floristique de type 1. Les zones boisées sont traversées des corridors écologiques potentiels. Le sud du territoire constitue un biocorridor de grande faune (cerf, sanglier, chevreuil).

## Urbanisme

### Typologie
Au 1er janvier 2024, Monceaux est catégorisée ceinture urbaine, selon la nouvelle grille communale de densité à sept niveaux définie par l'Insee en 2022.
Elle appartient à l'unité urbaine de Creil, une agglomération intra-départementale regroupant 23  communes, dont elle est une commune de la banlieue,,.
Par ailleurs la commune fait partie de l'aire d'attraction de Paris, dont elle est une commune de la couronne,.

### Occupation des sols

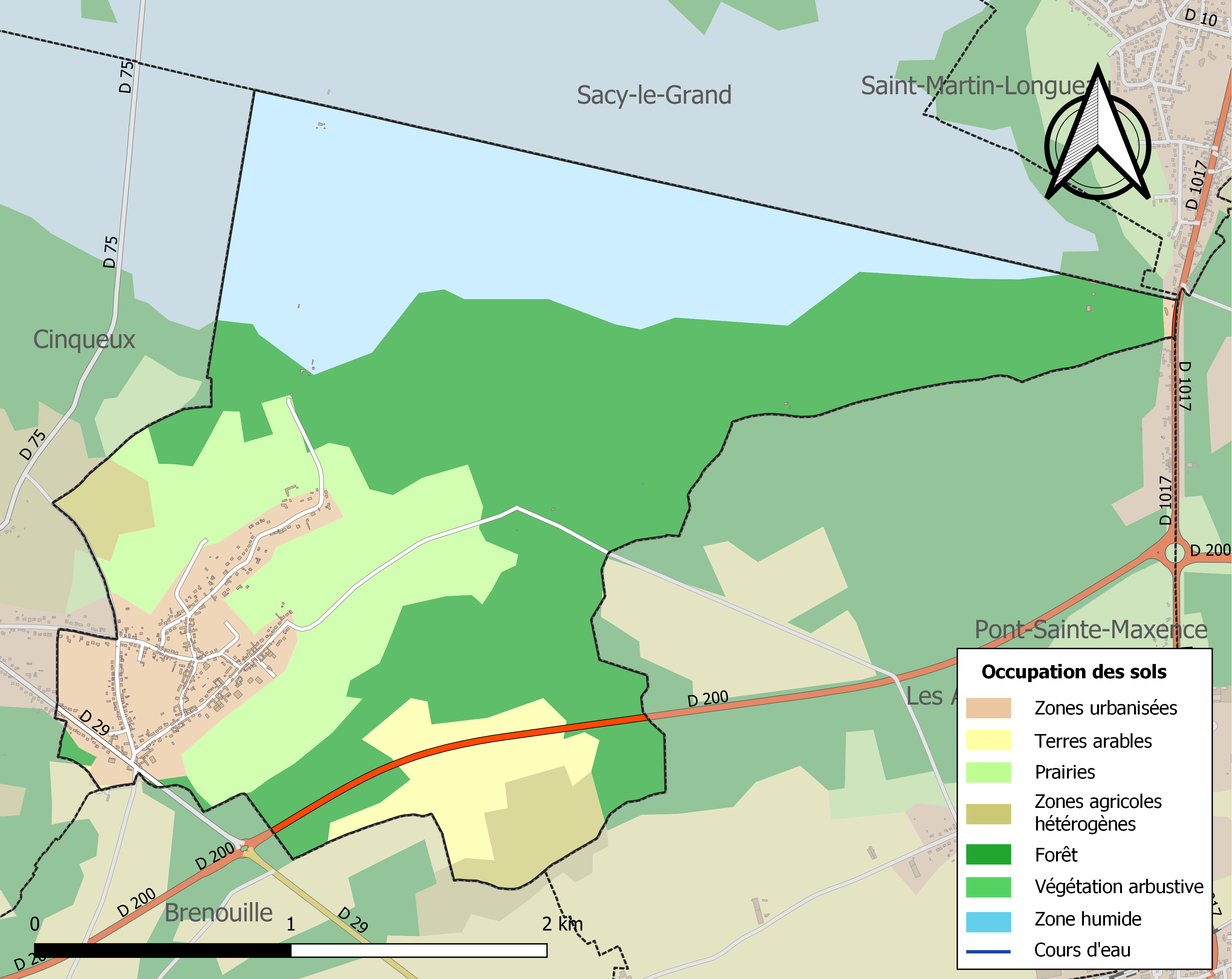
Carte des infrastructures et de l'occupation des sols de la commune en 2018 (CLC).

L'occupation des sols de la commune, telle qu'elle ressort de la base de données européenne d'occupation biophysique des sols Corine Land Cover (CLC), est marquée par l'importance des forêts et milieux semi-naturels (43,3 % en 2018), en diminution par rapport à 1990 (45,2 %).
La répartition détaillée en 2018 est la suivante : forêts (43,3 %), zones humides intérieures (24 %), prairies (15,5 %), zones urbanisées (9 %), terres arables (4,8 %), zones agricoles hétérogènes (3,4 %).
L'évolution de l'occupation des sols de la commune et de ses infrastructures peut être observée sur les différentes représentations cartographiques du territoire : la carte de Cassini (XVIIIe siècle), la carte d'état-major (1820-1866) et les cartes ou photos aériennes de l'IGN pour la période actuelle (1950 à aujourd'hui).

### Morphologie du village
En 1837, Louis Graves indiquait que le village était alors constitué « de plusieurs rues tortueuses mal alignées, habituellement humides à cause de la nature argileuse de leur sol ».

### Écarts et lieux-dits
Les écarts habités sont, hormis le chef-lieu : quelques maisons situées en bordure de la RD 1017, l'ancienne briqueterie, le Pavillon Lavigne, la Mare des Clinquants et deux maisons de garde aux Grands-Monts et au Vieux-Château Coutard.

### Habitat et logement
En 2021, le nombre total de logements dans la commune était de 389, alors qu'il était de 333 en 2016 et de 296 en 2011.
Parmi ces logements, 93,1 % étaient des résidences principales, 1,7 % des résidences secondaires et 5,2 % des logements vacants. Ces logements étaient pour 94,5 % d'entre eux des maisons individuelles et pour 5,5 % des appartements.
Le tableau ci-dessous présente la typologie des logements à Monceaux en 2021 en comparaison avec celle de l'Oise et de la France entière. Une caractéristique marquante du parc de logements est ainsi la faible proportion des résidences secondaires et logements occasionnels (1,7 %) par rapport au département (2,4 %) et à la France entière (9,7 %).
| Typologie                                               | Monceaux | Oise | France entière |
| ------------------------------------------------------- | -------- | ---- | -------------- |
| Résidences principales (en %)                           | 93,1     | 90,5 | 82,2           |
| Résidences secondaires et logements occasionnels (en %) | 1,7      | 2,4  | 9,7            |
| Logements vacants (en %)                                | 5,2      | 7    | 8,1            |

### Voies de communications et transports
La route départementale 200, dite Voie Industrielle de la Rive droite de l'Oise, traverse la plaine sur environ 1600 mètres. La route départementale 29, de Liancourt à Pont-Sainte-Maxence par Cinqueux, passe à la limite sud de l'agglomération. La route départementale 1017, ancienne route nationale 17 dite de Flandre, longe Monceaux sur moins de 200 mètres.
La RD 200 est accessible depuis un giratoire situé sur la commune de Brenouille. La rue des Aigumonts, depuis le centre du bourg, se dirige vers la commune voisine de Cinqueux, dans la continuité urbaine. La route de Sacy-le-Grand se sépare de cette dernière voie avant de rejoindre la route départementale 75 vers le village homonyme. Depuis la rue Louis-Drouart, une autre route communale quitte le village avant de se séparer en deux routes : la première vers Saint-Martin-Longueau, la seconde vers le village des Ageux. La rue de la Procession sort également de l'agglomération, en se terminant en voie sans issue au niveau du marais de Sacy-le-Grand. Autrefois le grand chemin de Creil à Compiègne par Rieux et Brenouille, formait la rue principale du village. Le chemin qui lui est parallèle au nord est la Petite Voirie, qui le suit au sud par les Plants Belvale portant le nom de Chemin d'Albateau. La voie venant d'Houdancourt, passant entre les buttes d'Aigumont et de Montbernier s'appelait, sur le territoire de Monceaux, chemin à Carosse.
Les stations de chemin de fer les plus proches sont celles de Rieux - Angicourt et de Pont-Sainte-Maxence, à respectivement 3,3 km et 4 km de distance orthodromique. La première est plus proche de Paris, mais la seconde est desservie par davantage de trains (TER Hauts-de-France). Elles se situent sur la ligne de Creil à Jeumont.
La commune est desservie, en 2023, par les lignes 629, 632, 6208 et 6216 du réseau interurbain de l'Oise ainsi que par le service de transport à la demande gratuit TAD'OHM mis en place par la communauté de communes des Pays d'Oise et d'Halatte.

### Risques naturels et technologiques
La commune se situe en zone de sismicité 1.

## Toponymie
La commune s'est appelée « Monticelli Villa » en 919, « Moncellus » en 1270, « Montchelles près de Sanques » (Cinqueux) en 1288, « Monchaux » en 1373, « Moncellis » au XVe siècle, et « Montceaux » depuis 1756.
Ce nom médiéval est d'origine simple, signifiant « Petits Monts », pour "la Montille", "la butte Aigumont", "la butte Montbernier". Il a la même étymologie que Moncel, hameau de Pontpoint, situé à quelques kilomètres au sud-est..
En picard, il se prononce « Moncheu ».

## Histoire

### Moyen Âge
Monceaux est longtemps resté  un hameau de Brenouille, relevant d'un prieuré qui dépendait de l'abbaye Saint-Quentin, près de Beauvais, mais l'abbé ayant laissé l'hôtel seigneurial de la paroisse tomber en ruine n'y envoyait plus de prieur. Le procureur
du roi de Senlis fait saisir vers 1506 tous les revenus de l'abbaye, afin de contraindre l'abbé à remplir ses obligations. En éffet, le bénéfice ecclésiastique du prieuré était constitué de dîmes perçues sur les habitants de Brenouille, Cinqueux, Monceaux, ainsi qu'un droit sur le fief dit de Gonnelle ou de l'Éperon. Le prieur avait haute, moyenne et basse justice avec
une prévôté.
Au XVe siècle, La terre de Monceaux appartient à une branche cadette de la maison d'Auxy.

### Temps modernes

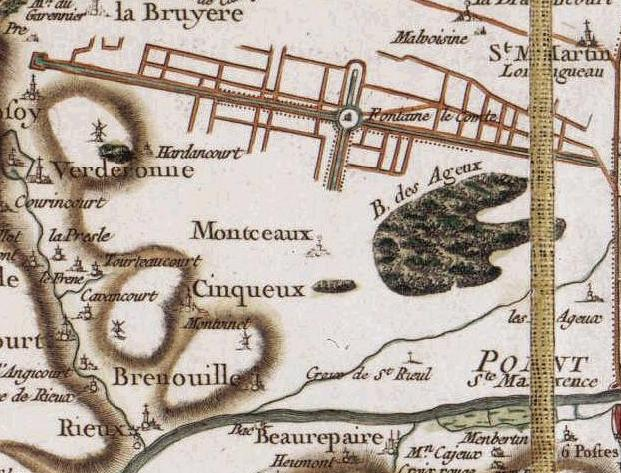
Monceaux par la carte de Cassini.

Au tout début du XVIe siècle se trouve près du grand marais, probablement au petit tertre de la cote 44, un château. On ne sait dans quelles conditions il est détruit. Flammarion dit « qu'il tombait de vétusté au XVIe siècle », mais cette observation doit s'appliquer plutôt à l'habitation du prieur. En effet, le docteur Boursier rappelle qu'un château existait en 1607 et que Henri IV y séjourne cette année-là. La seigneurie appartient alors à la maison de Villers-Saint-Paul. On relate d'ailleurs un seigneur de Monceaux, Philippe de Villers, né en 1518, qui, à 87 ans, le 2 mai 1605, est entendu comme témoin pour l'établissement d'un acte. Des cartes récentes indiquent encore une large allée conduisant au lieu présumé où était cette construction, dont les vestiges doivent pouvoir être retrouvés dans le bois près des marais.
En 1672 les habitants indiquent qu'ils sont deux fois plus nombreux que ceux de Brenouille, qu'il leur est devenu impossible d'aller pendant l'hiver au chef-lieu paroissial à cause des mauvais chemins. Le hameau est érigé en paroisse le 15 août 1672 et les quelques masures des Grands-Monts soit rattachées à la nouvelle paroisse. Toutefois, le curé de Brenouille se réserve le droit de passer par Monceaux pour faire les convois des habitants décédés aux Ageux (autre hameau dépendant de sa paroisse) à cause du parcours difficile sur son propre territoire<r(ef name="Graves"/>.
En 1719, Jean-Jacques Coutard, conseiller au Parlement de Paris, ayant acheté la seigneurie de Sacy-le-Grand, fait construire aux marais un château considérable, entouré d'avenues, de jardins et de canaux, dit de Fontaine-le-Comte. À sa mort, le marquis Pierre-Charles de Villette achète  le bien, le fait démolir et transporter ses matériaux à Villette où, avec d'autres pierres venant de Verneuil-en-Halatte, il réalise la propriété qui porta son nom.
Cassini, sur sa carte de 1756, indique la construction du marais, située au bord de la Frette, où il se trouve toujours une petite partie des pierres d'appareil. Cet emplacement est réuni par deux ponts à la grande allée Coutard et à la petite allée du même nom, laquelle conduit à Monceaux.

### Époque contemporaine
Le village fut toujours assez calme. On signale toutefois qu'il eut à subir, en 1832, les ravages du choléra, qui fit 12 victimes en 15 jours.
En 1837, la commune est propriétaire d'une tourbière, de patures marécageuses et de terres en friches. Une tuilerie est exploitée sur son territoire et une petite partie de la population fabrique des toiles de chanvre, les autres habitants vivent de l'agriculture.

## Politique et administration

### Rattachements administratifs et électoraux

#### Rattachements administratifs
La commune se trouve depuis 1942 dans l'arrondissement de Clermont du département de l'Oise.
Elle faisait partie depuis 1803 du canton de Liancourt. Dans le cadre du redécoupage cantonal de 2014 en France, cette circonscription administrative territoriale a disparu, et le canton n'est plus qu'une circonscription électorale.

#### Rattachements électoraux
Pour les élections départementales, la commune fait partie depuis 2014 du canton de Pont-Sainte-Maxence.
Pour l'élection des députés, elle fait partie de la septième circonscription de l'Oise.

### Intercommunalité
Monceaux est membre de la communauté de communes des pays d'Oise et d'Halatte, un établissement public de coopération intercommunale (EPCI) à fiscalité propre créé fin 1997 et auquel la commune a transféré un certain nombre de ses compétences, dans les conditions déterminées par le code général des collectivités territoriales.

### Liste des maires
| Période                                  | Période                       | Identité       | Étiquette | Qualité |
| ---------------------------------------- | ----------------------------- | -------------- | --------- | --- |
| Les données manquantes sont à compléter. |                               |                |           | |
|                                          |                               |                |           | |
| 1977                                     | mai 2020                      | Alain Coullaré |           | Retraité Vice-président de la CCPOH (2008 → 2020) Président du SI pour l'organisation des secours de Pont-Sainte-Maxence, Vice-président du conseil d'administration du SDIS de l'Oise            |
| juillet 2020                             | En cours (au 15 juillet 2024) | Teresa Dias    | DVD       | Ancienne responsable commerciale Vice-présidente de la CC des pays d'Oise et d'Halatte (2020 → ) Conseillère départementale de Pont-Sainte-Maxence (2021 → ) Suppléante du député LR Maxime Minot |

## Équipements et services publics

### Enseignement

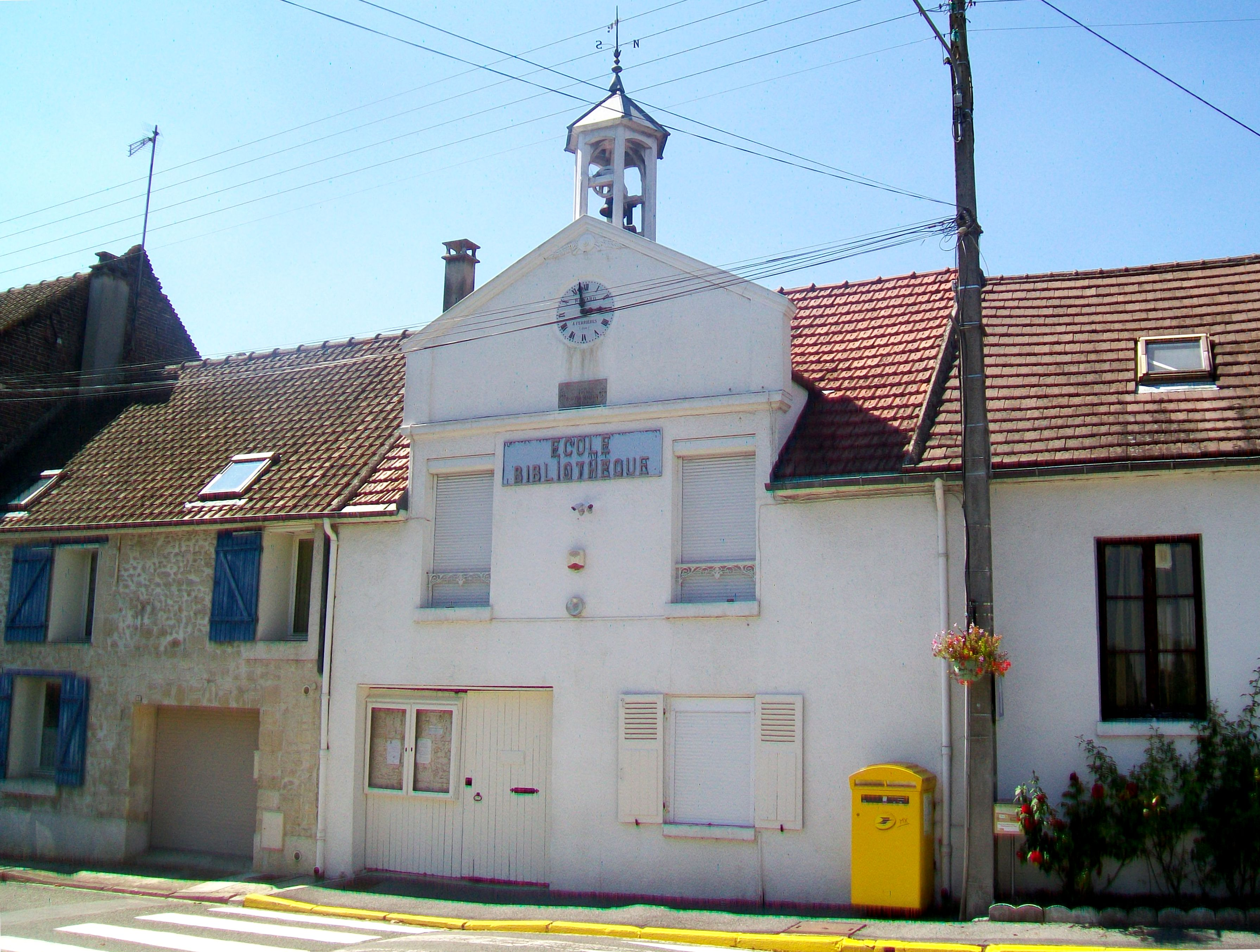
L'école, implantée dans l'ancienne mairie.

En 2021/2022, l'école accueille 106 enfants répartis en quatre classes et est dotée d'un naccueil périscolaire, d'une cantine et d'un centre de loisirs.
Ils poursuivent habituellement leurs études au collège René-Cassin de Brenouille.

## Population et société

### Démographie
Les habitants sont appelés les Moncéens et les Moncéennes.

#### Évolution démographique
L'évolution du nombre d'habitants est connue à travers les recensements de la population effectués dans la commune depuis 1793. Pour les communes de moins de 10 000 habitants, une enquête de recensement portant sur toute la population est réalisée tous les cinq ans, les populations de référence des années intermédiaires étant quant à elles estimées par interpolation ou extrapolation. Pour la commune, le premier recensement exhaustif entrant dans le cadre du nouveau dispositif a été réalisé en 2006.

En 2022, la commune comptait 948 habitants, en évolution de +16,18 % par rapport à 2016 (Oise : +0,87 %, France hors Mayotte : +2,11 %).
| 1793 | 1800 | 1806 | 1821 | 1831 | 1836 | 1841 | 1846 | 1851 |
| ---- | ---- | ---- | ---- | ---- | ---- | ---- | ---- | ---- |
| 257  | 302  | 300  | 329  | 360  | 327  | 333  | 336  | 313  |

| 1856 | 1861 | 1866 | 1872 | 1876 | 1881 | 1886 | 1891 | 1896 |
| ---- | ---- | ---- | ---- | ---- | ---- | ---- | ---- | ---- |
| 284  | 312  | 272  | 280  | 280  | 251  | 241  | 269  | 255  |

| 1901 | 1906 | 1911 | 1921 | 1926 | 1931 | 1936 | 1946 | 1954 |
| ---- | ---- | ---- | ---- | ---- | ---- | ---- | ---- | ---- |
| 238  | 225  | 216  | 285  | 293  | 305  | 317  | 328  | 342  |

| 1962 | 1968 | 1975 | 1982 | 1990 | 1999 | 2006 | 2011 | 2016 |
| ---- | ---- | ---- | ---- | ---- | ---- | ---- | ---- | ---- |
| 326  | 336  | 386  | 458  | 626  | 693  | 714  | 752  | 816  |

| 2021 | 2022 | - | - | - | - | - | - | - |
| ---- | ---- | - | - | - | - | - | - | - |
| 909  | 948  | - | - | - | - | - | - | - |

#### Pyramide des âges
La population de la commune est relativement jeune.
En 2018, le taux de personnes d'un âge inférieur à 30 ans s'élève à 33,7 %, soit en dessous de la moyenne départementale (37,3 %). À l'inverse, le taux de personnes d'âge supérieur à 60 ans est de 23,2 % la même année, alors qu'il est de 22,8 % au niveau départemental.
En 2018, la commune comptait 436 hommes pour 402 femmes, soit un taux de 52,03 % d'hommes, largement supérieur au taux départemental (48,89 %).
Les pyramides des âges de la commune et du département s'établissent comme suit.
| Hommes | Classe d’âge | Femmes |
| ------ | ------------ | ------ |
| 0,8    | 90 ou +      | 0,5    |
| 3,4    | 75-89 ans    | 6,5    |
| 17,1   | 60-74 ans    | 18,1   |
| 21,0   | 45-59 ans    | 22,8   |
| 21,9   | 30-44 ans    | 20,6   |
| 15,0   | 15-29 ans    | 15,1   |
| 20,9   | 0-14 ans     | 16,3   |

| Hommes | Classe d’âge | Femmes |
| ------ | ------------ | ------ |
| 0,5    | 90 ou +      | 1,4    |
| 5,5    | 75-89 ans    | 7,6    |
| 15,6   | 60-74 ans    | 16,3   |
| 20,8   | 45-59 ans    | 20     |
| 19,4   | 30-44 ans    | 19,4   |
| 17,6   | 15-29 ans    | 16,2   |
| 20,6   | 0-14 ans     | 19,1   |

## Culture locale et patrimoine

### Lieux et monuments
On peut signaler : 
- Église Notre-Dame-de-l'Assomption, rue de la Procession : Monceaux possédait une église du XIIe siècle dans le style de la transition du roman vers le gothique, qui a été démolie vers 1780, en n'en conservant que la croisée du transept et le croisillon nord du transept, tintégrés dans une petite église d'influence néoclassique datant de 1784. 
La nef unique se retraite vers le chœur, afin de s'adapter à sa faible largeur ; aussi est-elle dotée d'un narthex où était installé le poêle pour le chauffage. 
L'entrée se fait par un portail simple à double battant surmonté par un oculus, alors que la nef est éclairée par des demi-lunes au sud et au nord. Au-dessus du narthex s'élève un petit clocher entièrement recouvert d'ardoise, tout comme la partie supérieure de la façade et les toitures. Les murs sont exécutés en pierre de taille pour les parties saillantes, et en moellons pour la majeure partie du reste des façades. 
Quant aux parties anciennes, le chœur conserve sa voûte d'ogives d'origine, et les baies de la chapelle leurs ogives gémellées, dont les arcs en boudins reposent sur des têtes et sur des colonnes annelées. 
La cloche, dénommée Marie Françoise et datée de 1769, pèse 192 kg et tinte sur un ré à 581 Hz. 
La cloche ainsi que la façade, le clocher, l'ancien transept ont été restaurés en 2003/2004[41],[a 4],[42].

- Ancienne mairie, place Robert-Josse : alors que le bâtiment présente les dimensions habituelles des maisons anciennes du village, il trahit sa fonction officielle par son fronton avec horloge et son petit clocher hexagonal en charpente. Cette mairie villageoise caractéristique accueille la bibliothèque-médiathèque municipale depuis l'ouverture de la nouvelle mairie.

- Croix de cimetière, pièce maîtresse de la ferronnerie d'art du XIXe siècle.

- Monument aux morts, au cimetière.

- Un pressoir, rue d'En-Bas, rappelle l'existence d'une viticulture à Monceaux jusqu'à la fin du XIXe siècle (la superficie couverte de vignes représentant 2,4 ha en 1839[43].

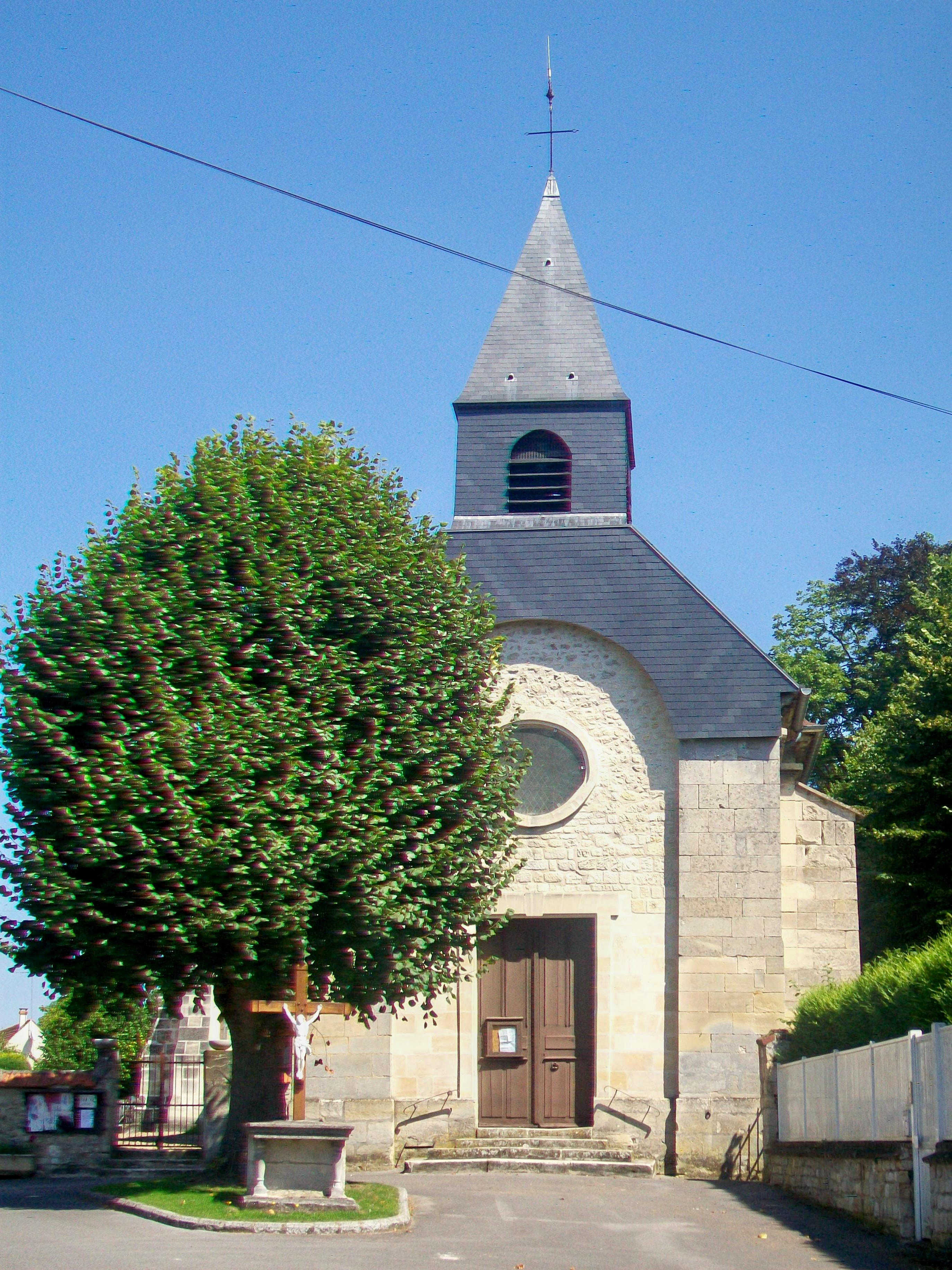
L'église Notre-Dame.
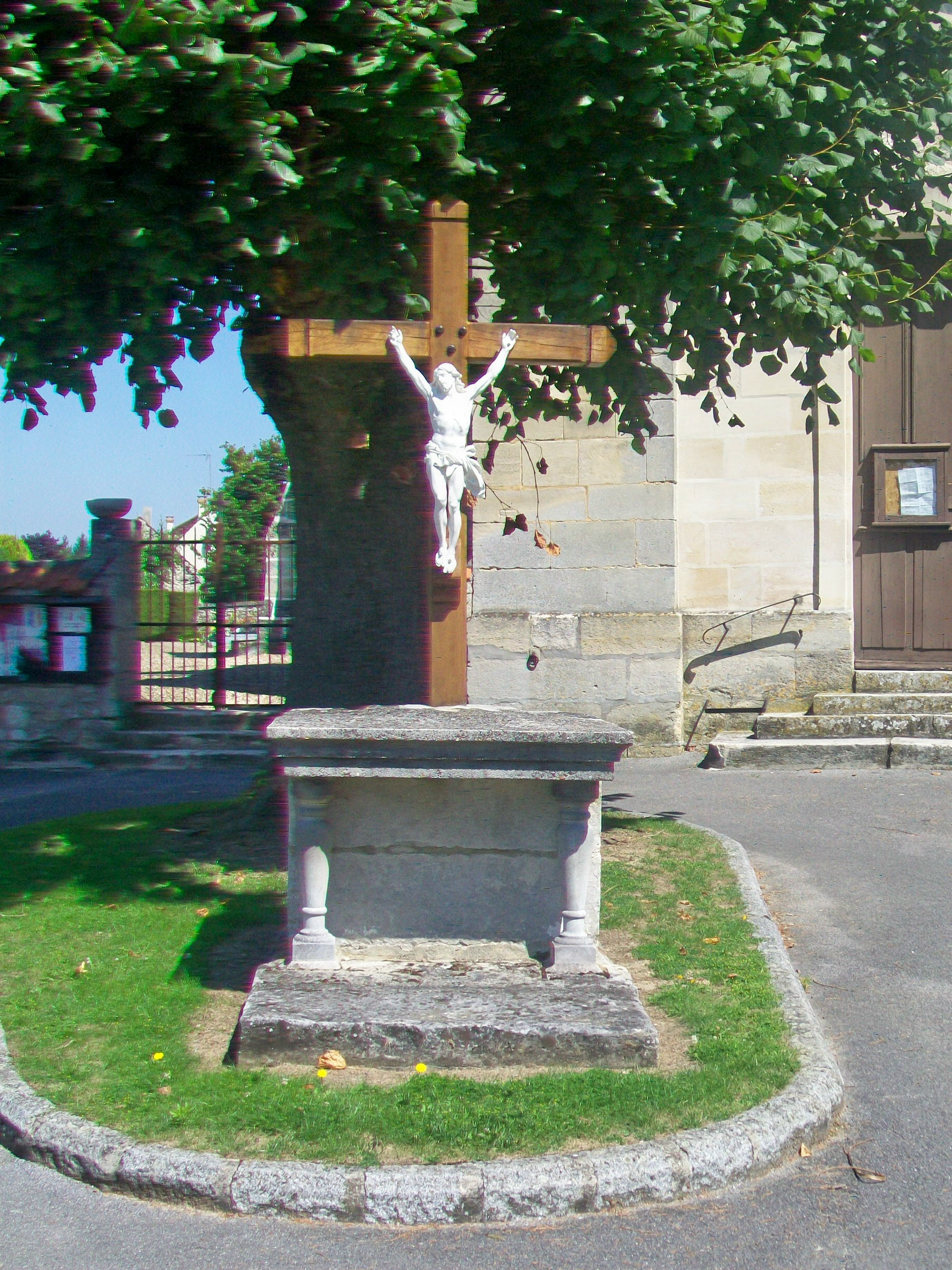
Calvaire devant l'église.
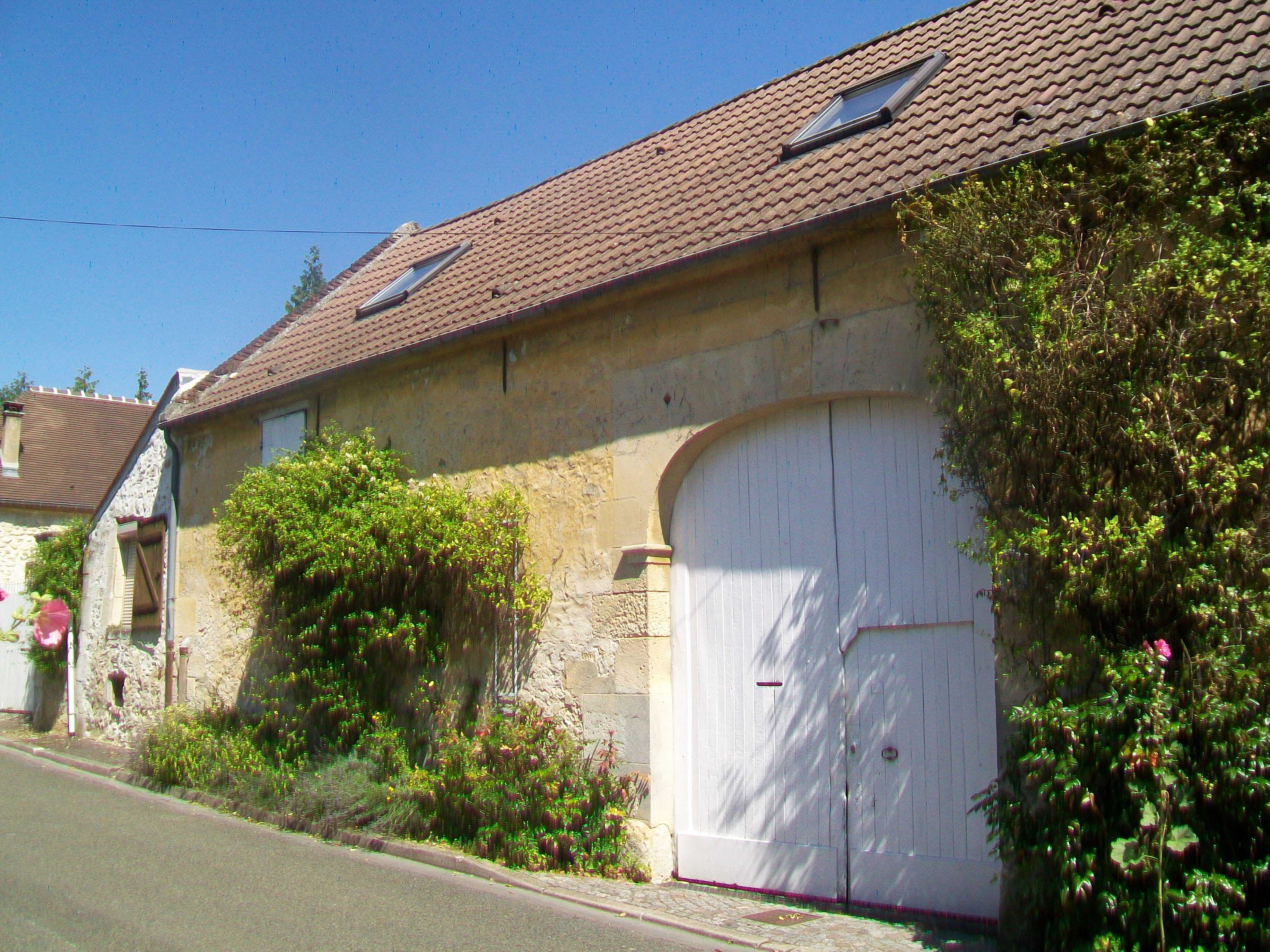
Ancienne grange, rue René-Lejeune.
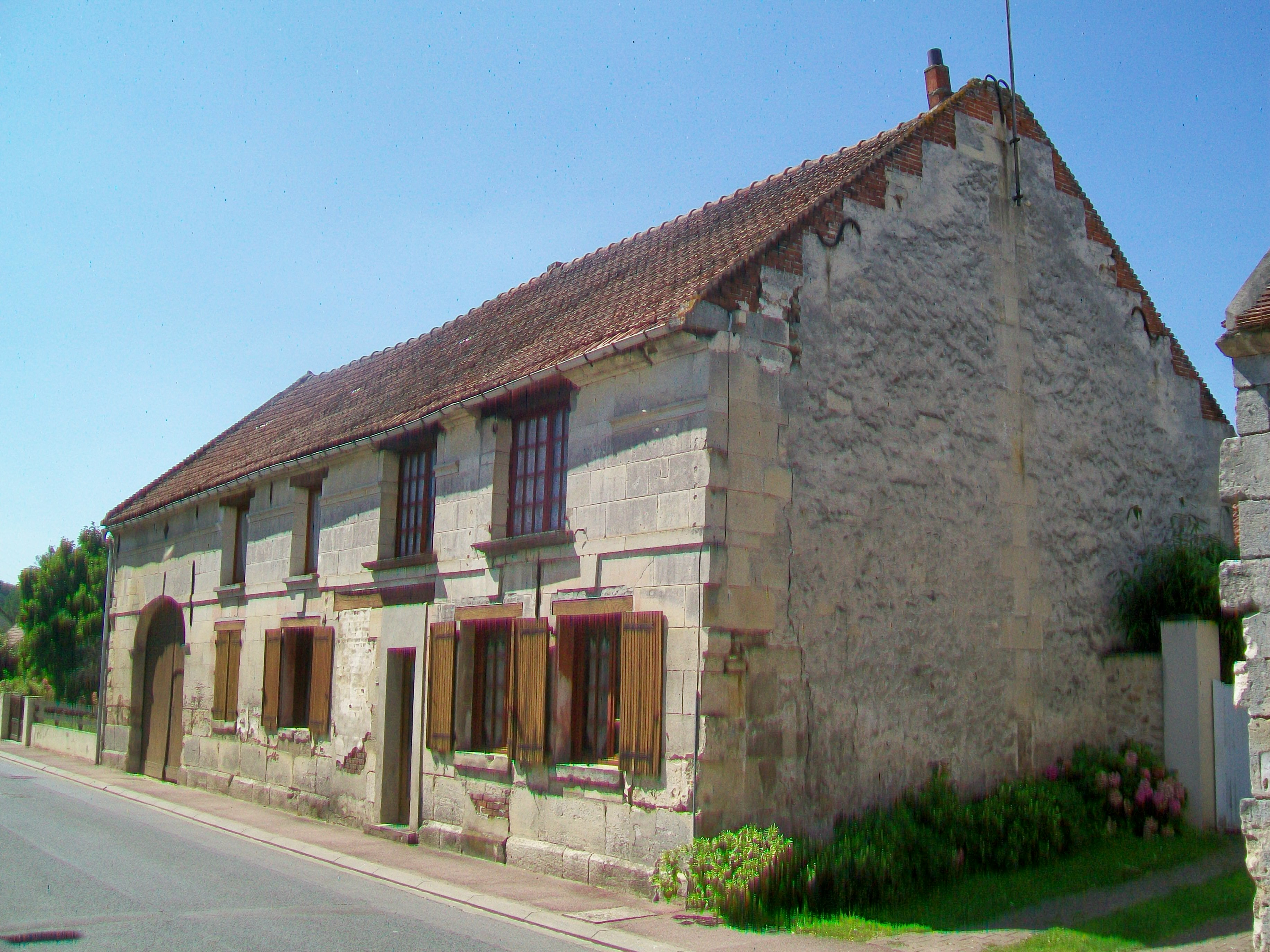
Ancienne ferme, rue Madame.
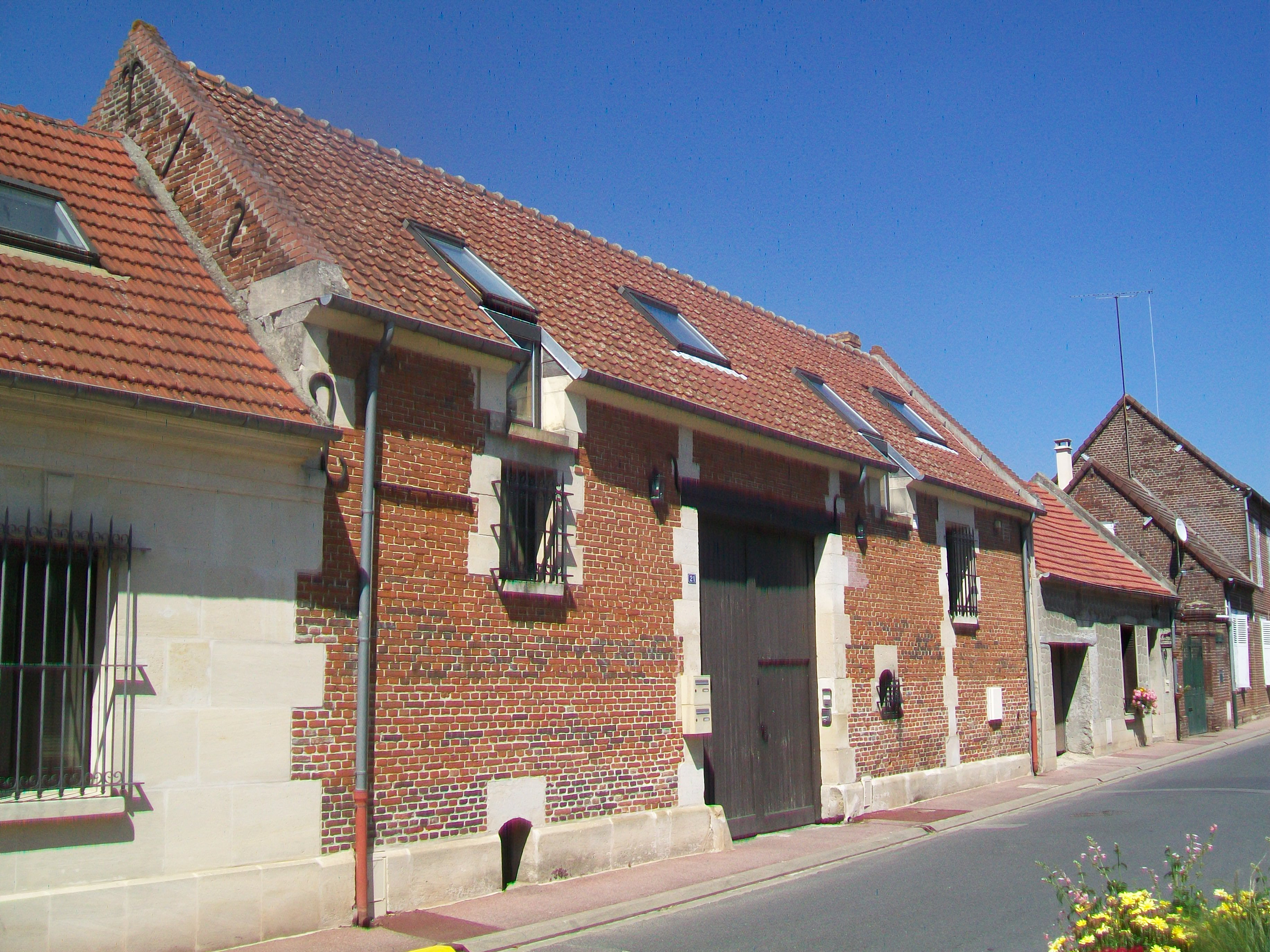
Maison, rue Madame.
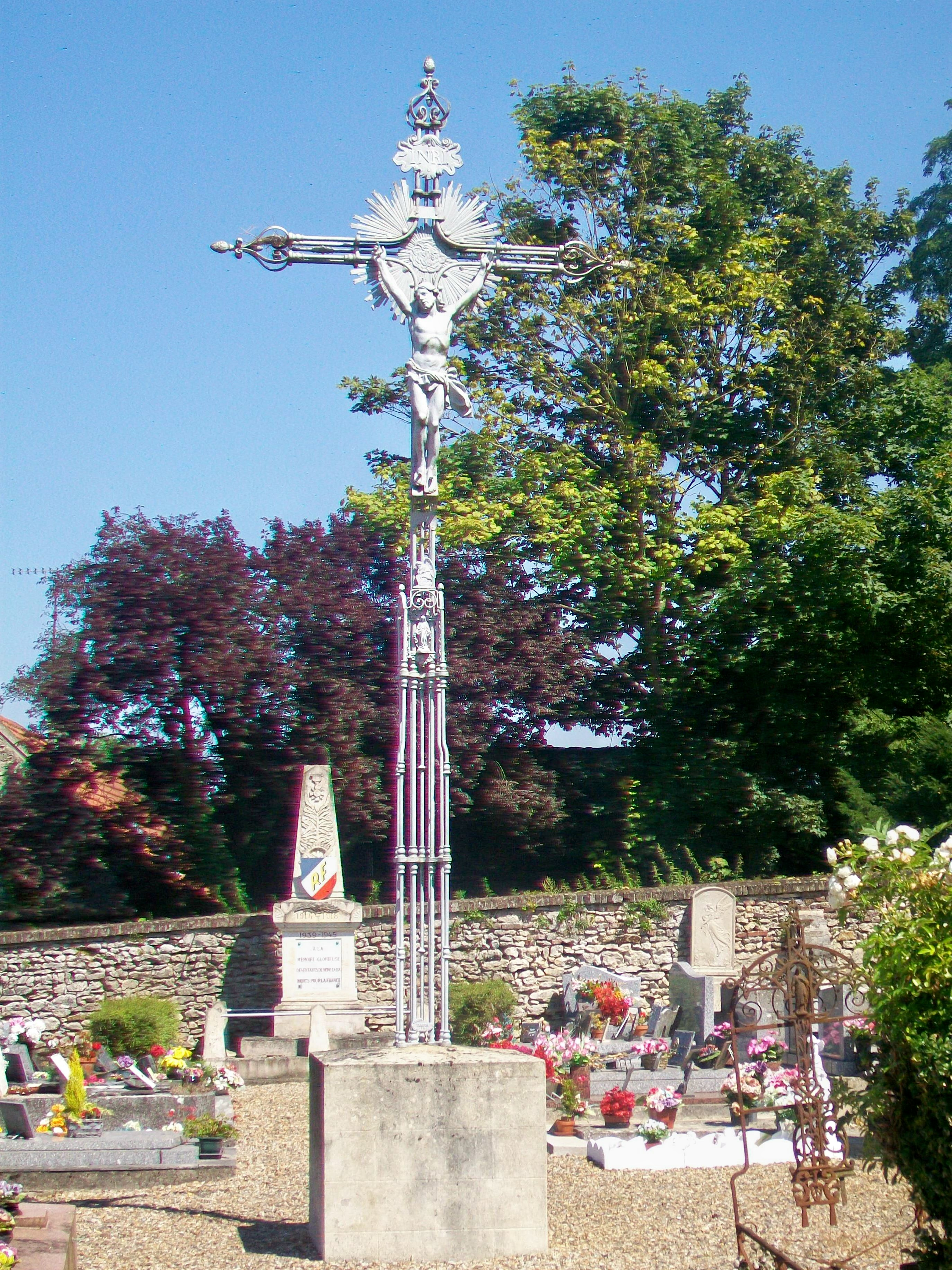
Croix de cimetière.
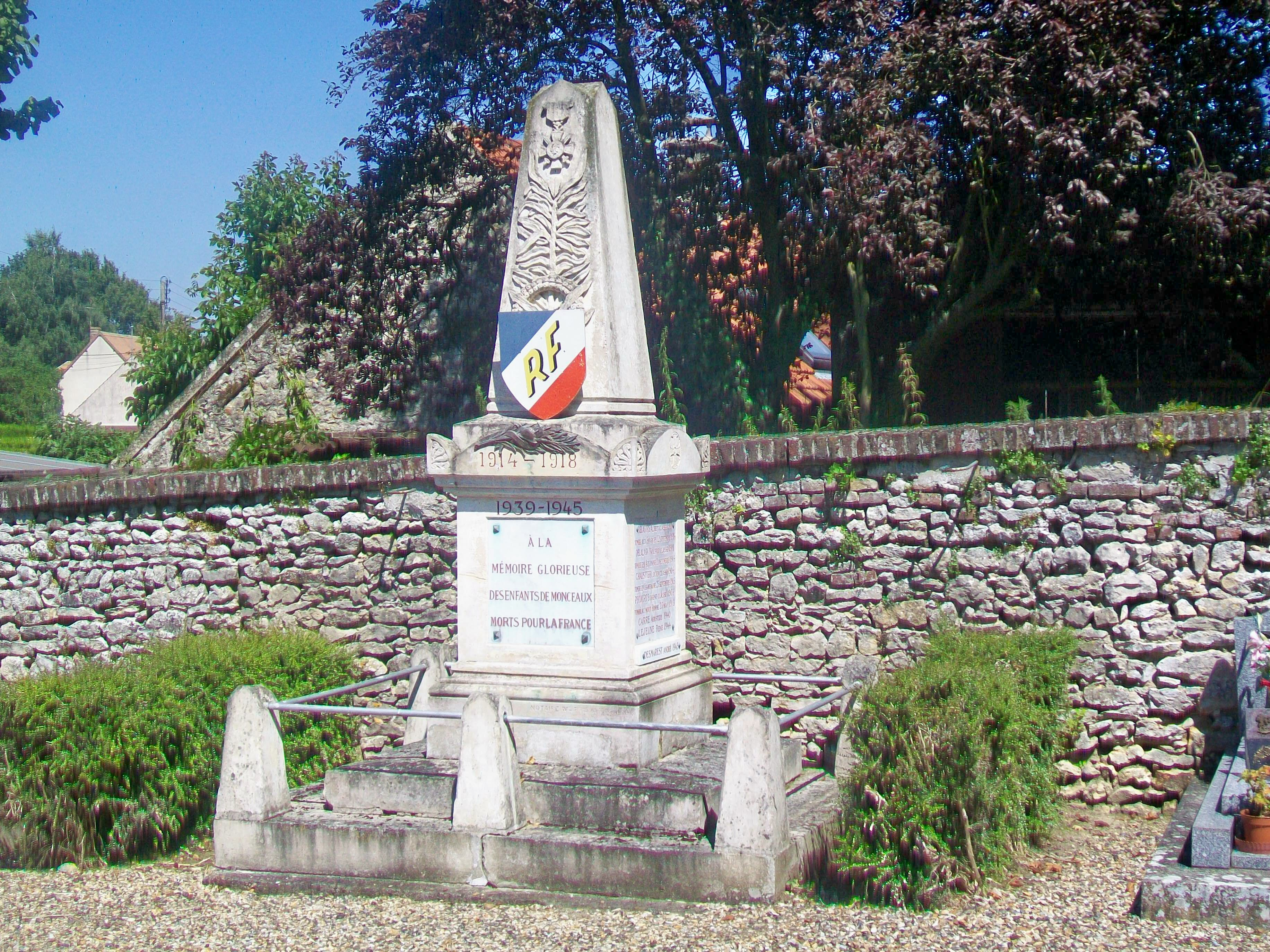
Monument aux morts.

### Héraldique
| Blason de Monceaux | Blason  | Écartelé au un : d'azur à la fleurs de lys d'or ; au deux : d'argent au lion de gueules ; au trois : aussi d'argent à un M majuscule aussi de gueules ; au quatre : d'azur plain. |
| Blason de Monceaux | Détails | Le statut officiel du blason reste à déterminer. |

## Pour approfondir